# El símbolo perdido
El símbolo perdido es una novela escrita en 2009 por el autor estadounidense Dan Brown, Se trata de un thriller que se desarrolla en Washington D. C., después de los acontecimientos de El código Da Vinci y se basa en la masonería tanto por su tema recurrente y sus principales personajes.
Publicado el 15 de septiembre del 2009, es la tercera novela de Brown que involucra al profesor de simbología de la Universidad de Harvard, Robert Langdon, después de la novela Ángeles y demonios en el año 2000,  y El código Da Vinci' de 2003. Tuvo una primera tirada de 6,5 millones de ejemplares ( 5 millones en América del Norte, y 1,5 millones en el Reino Unido) , la más grande en la historia de Doubleday. En su primer día, el libro vendió un millón de copias en formato físico y electrónicos en los Estados Unidos, el Reino Unido y Canadá, por lo que es la novela para adultos que se vendió más rápidamente en la historia. Fue número uno en la lista "New York Times Best Seller" en la edición física del libro durante las primeras seis semanas de su lanzamiento,  y se mantuvo en la lista durante 29 semanas.  Hasta enero de 2013, había vendido 30 millones de copias impresas en todo el mundo.

## Argumento

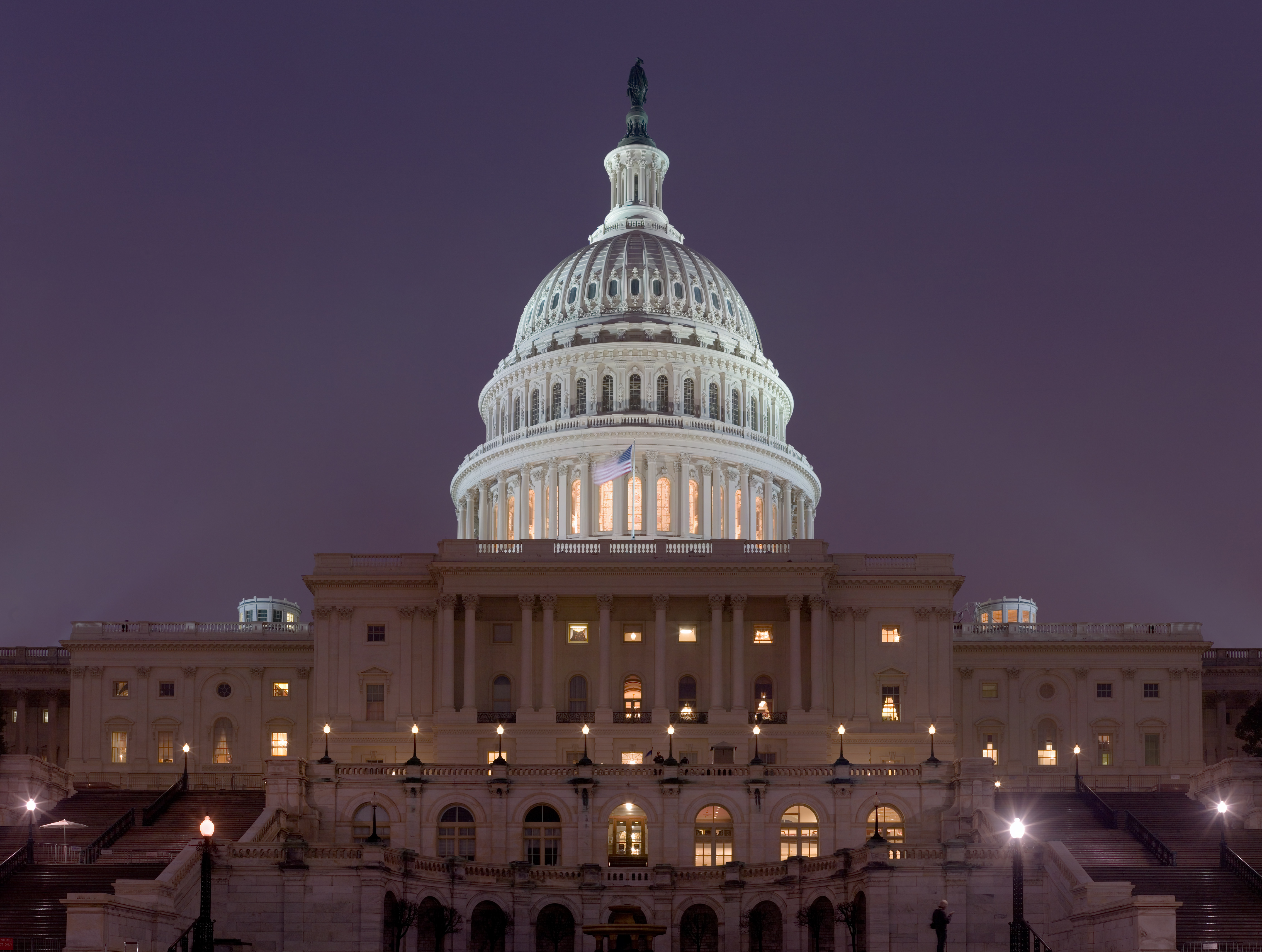
Capitolio de los Estados Unidos.

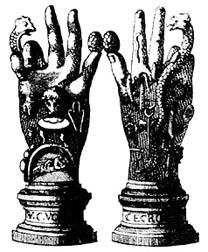
La Mano de los Misterios.

Robert Langdon, profesor de simbología en la Universidad de Harvard, recibe un encargo del asistente de su amigo Peter Solomon: dar una conferencia sobre masonería en la sala más importante del Capitolio de los Estados Unidos. Además, Robert debe traer consigo un pequeño objeto que Solomon, masón de grado 33 y director del Smithsonian, le pidió que guardara hace tiempo. Para su sorpresa, cuando el profesor llega a dicha sala se encuentra con que ésta está vacía. 
Ya en el vestíbulo, un niño emite un grito que capta su atención: en el centro hay una mano cercenada que imita a la mítica Mano de los Misterios. Cuando Robert se acerca descubre que la mano es de Peter Solomon. Alguien le ha tendido una trampa y le ha cortado la mano a su amigo. En ese momento aparecen Trent Anderson, director de la policía del Capitolio, e Inoue Sato, directora de la Oficina de Seguridad de la CIA. 
Robert, que rápidamente se pone en contacto con el número de teléfono que le llamó esa misma mañana, descubre que alguien tiene secuestrado a Peter para encontrar la Pirámide masónica, la cual los masones creen que se encuentra enterrada en algún lugar de Washington y que traza un mapa en dirección a la Palabra perdida. Dicha palabra, según la leyenda, está escrita en una lengua muy antigua y concede a la persona el conocimiento de todos los misterios de la humanidad. Cuando el secuestrador, que se llama a sí mismo Mal'akh, tortura a Peter, este le da un nombre: Robert Langdon. Así que Mal'akh le da un ultimátum a Langdon: o encuentra y descifra la Pirámide o Peter Solomon morirá.
Tras un breve interrogatorio por parte de la agente Sato, el trío descubre un altar masónico oculto en una habitación del subsótano del Capitolio y allí, escondida, una pequeña pirámide sin vértice. Sato incita a Robert a descifrar cualquier mensaje oculto, pero este no deja de repetir que todo se trata de una leyenda y que en cualquier caso no existe ningún lugar en la capital estadounidense que reúna la clave a los misterios de la humanidad. Pero, Sato, en cambio, no está del todo de acuerdo y cree que alguien capaz de secuestrar al director del Smithsonian y colocar su mano cercenada en el mismo Capitolio tiene información acerca de la existencia real de dicha pirámide. 
Luego, Sato enfrenta a Langdon con los rayos X de seguridad que fueron tomados de su bolsa cuando este entró al Capitolio, lo cual revela una pequeña pirámide que Langdon trajo a la supuesta conferencia en respuesta a la petición del secuestrador que se hacía pasar por Solomon. Debido a que el paquete había estado sellado por años, Langdon no era consciente de su contenido, pero Sato, descontenta con esto, intenta detener a Langdon. Sin embargo, antes de que pueda arrestarlo, ella y Anderson son atacados por Warrem Bellamy, el Arquitecto del Capitolio y francmasón, que escapa junto a Langdon durante el tumulto.
Mal'akh es un francmasón con tatuajes cubriendo casi todo su cuerpo. Se infiltró en la organización a fin de obtener una antigua fuente de poder, la cual cree que Langdon puede descifrar para él a cambio de la vida de Peter. Mientras Langdon se ocupa de los acontecimientos en los que lo han metido, Mal'akh destruye el laboratorio de la doctora Katherine Solomon, la hermana menor de Peter, donde ha llevado a cabo experimentos en ciencias noéticas. Se conoce también que la CIA está persiguiendo a Mal'akh por asuntos de Seguridad Nacional.

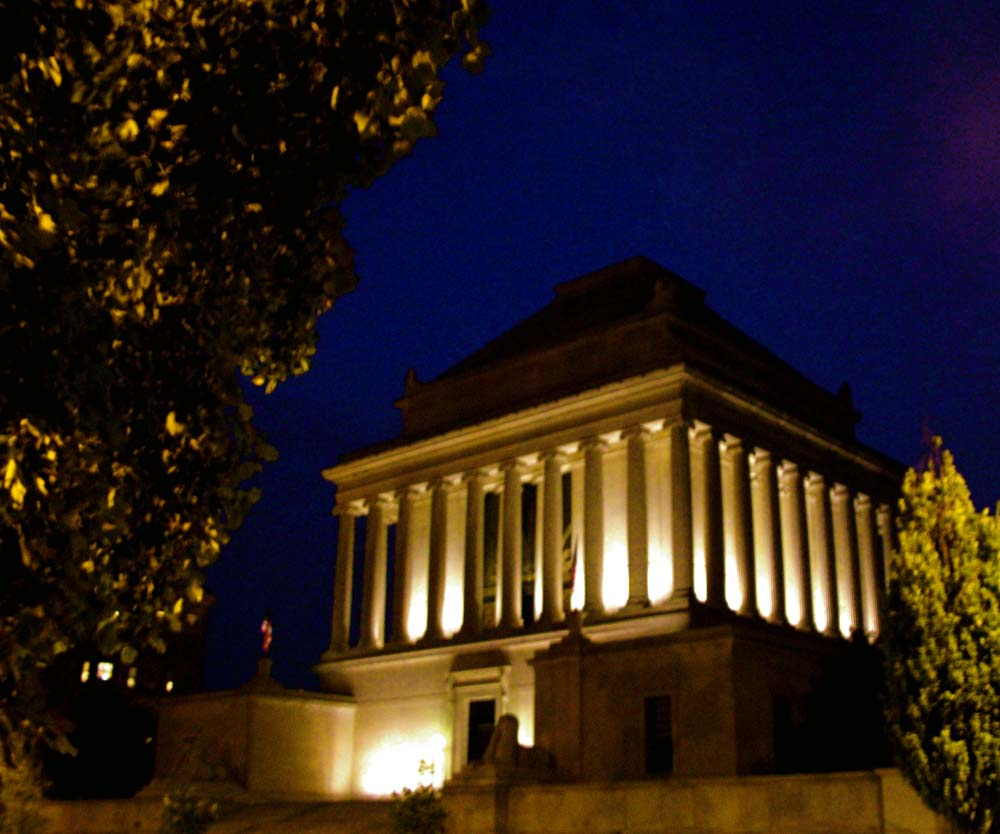
Casa del Templo en Washington D. C..

Mal'akh captura a Langdon y hiere gravemente a Katherine Solomon. Luego encierra a Langdon en un tanque de perfluorocarbono oxigenado o líquido respirable, haciéndole creer que lo ahogaría llenando de agua el tanque, con el fin de obligarlo a que descifre el código en la base de la pirámide para Mal'akh, quien entonces, luego de dejar a Katherine en vías de morir al clavarle un catéter en el codo para que poco a poco se desangrase al perder sangre a través de él, escapa con Peter Solomon a la Sala del Templo de la Casa del Templo del Rito Escocés. Langdon y Katherine son finalmente rescatados por Sato y su equipo, quienes van en una carrera contra reloj hacia la Casa del Templo, donde Mal'akh amenaza con publicar un vídeo que contiene imágenes fuertes, las cuales muestran a funcionarios del gobierno llevando a cabo rituales masónicos secretos, siendo su objetivo último lograr que el mundo en general repudiase completamente a los masones al mostrar únicamente la cara controversial y grotesca de dichos rituales, a la vez que con ello empuja al mundo a restarle importancia a su significado y propósito, causando que los masones pasasen a ser incomprendidos, constantemente atacados y en absoluto apoyados por cualquier persona. Mal'akh, quien resulta ser Zachary Solomon —el hijo de Peter que por mucho tiempo se creía muerto— obliga a su padre a decirle la Palabra —el circumpunto— y se la tatúa en la fontanela, la última porción de piel que le quedaba sin tatuar en su cuerpo. Luego le ordena a Peter que lo sacrifique, puesto que piensa que es su destino convertirse en un espíritu demoníaco y liderar así las fuerzas del mal. No obstante, la directora Sato llega al Templo en un helicóptero, que destroza el panel de vidrio en lo alto de la Sala, provocando que los fragmentos de cristal atraviesen fatalmente a Mal'akh. Es así como la CIA logra malograr el plan de Mal'akh de transmitir el vídeo a destacados medios de comunicación, al usar un cañón de pulso electromagnético que desactiva una antena en la ruta de la red que iba desde el computador portátil que emitía los datos.

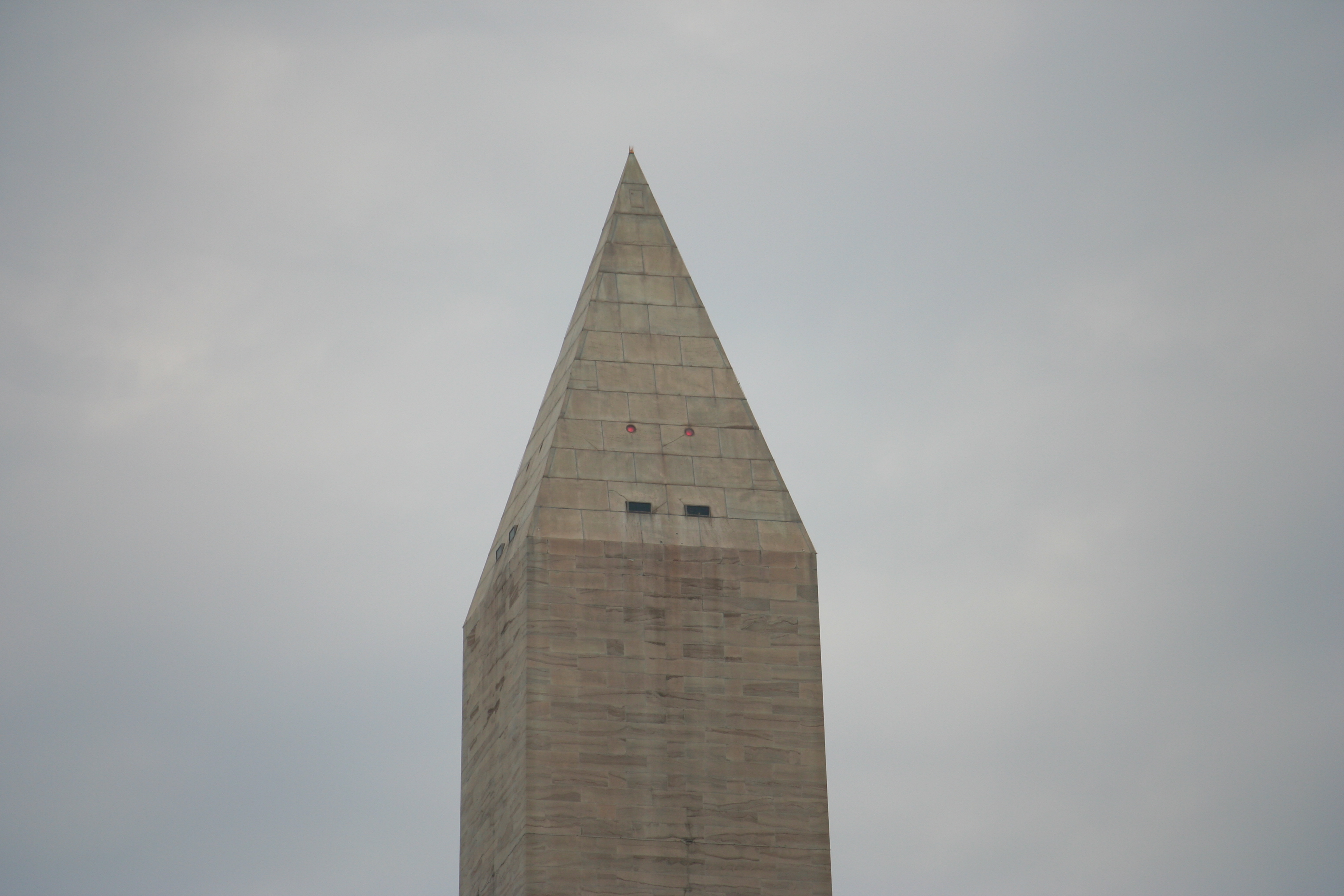
El vértice del Monumento a Washington.

Más tarde, Peter le revela a Langdon que el circumpunto que Zachary se tatuó en la cabeza no era la verdadera Palabra. Decide conducir a Langdon al verdadero secreto detrás de todo y lo lleva a la habitación que se encuentra en la alto del Monumento a Washington, contándole que la Palabra —una Biblia cristiana común, la «palabra de Dios»— yace en la piedra angular del mismo Monumento, enterrada en la tierra debajo de la escalinata donde se encuentran. Langdon comprende que los símbolos en la base de la pirámide se transliteran como las palabras Laus Deo, lo cual a su vez se traduce como Alabado sea Dios. Estas palabras están inscritas sobre el pequeño vértice de aluminio en lo alto del Monumento, que es la verdadera Pirámide Masónica.
Peter además le cuenta a Langdon que los humanos creen que la Biblia es la escritura más pura escrita por la humanidad, y que, al igual que muchos textos religiosos alrededor del mundo, contiene instrucciones escritas en un lenguaje críptico para aprender a desarrollar las cualidades divinas presentes en el hombre por naturaleza. Todo tiene relación con las investigaciones noéticas que Katherine llevaba a cabo en su laboratorio y no se debe considerar como las órdenes de una deidad omnipotente. Esta interpretación se ha perdido a través de siglos de escepticismo científico y fanatismo fundamentalista; los masones lo han (metafóricamente hablando) enterrado, creyendo que, cuando sea el momento propicio, su redescubrimiento marque el comienzo de una nueva era de iluminación humana.

## Personajes principales
- Robert Langdon: Profesor de simbología en Harvard que, a sus 46 años, se ve envuelto en el secuestro de su amigo Peter Solomon y todo indica a que es el único que tiene la clave para salvarlo.
- Katherine Solomon: Científica brillante en el campo de la noética y hermana de Peter.
- Mal'akh: Secuestrador de Peter. Utilizando la palabra hebrea que significa ángel, Mal'akh ha llevado a cabo numerosos rituales y sacrificios con el fin de crecer intelectualmente.
- Inoue Sato: Jefa y directora de la Oficina de Seguridad de la CIA. De origen japonés y muy estricta, Sato intrigará a Langdon, quién cree que la mujer está escondiendo algo.
- Peter Solomon: Hermano de Katherine, amigo de Robert Langdon y Maestro Masón de una importante logia masónica. Mal'akh le secuestrará para arrebatarle uno de los secretos más importantes de la masonería y el mundo entero.
- Warren Bellamy: Máxima autoridad administrativa del Capitolio de los Estados Unidos. Conocido como El Arquitecto, ayudará a Langdon y Katherine en su búsqueda.
- Reverendo Collin Galloway: Decano de la Catedral Nacional de Washington y compañero masón de Peter Solomon y Warren Bellamy.
- Trent Anderson: El jefe de seguridad del Capitolio de Estados Unidos.
- Agente Núñez: Oficial de seguridad del Capitolio de Estados Unidos. Es el encargado de dejar entrar a las personas al Capitolio. Cometió un gran error al dejar entrar a Mal'akh.Es de origen hispano.
- Trish Dune: Ayudante de Katherine en el estudio de las ciencias noéticas. Fue asesinada por Mal'akh.
- Nola Kaye: Analista de la CIA, el nombre de Elonka Dunin, experto en criptografía.[8][9][10]
- Turner Simkins: Oficial de la CIA, está tras el rastro del asesino, encontró a Langdon y a Katherine en la mansión de Mal'akh.
- Rick Parrish: Descubrió que un hacker intentaba entrar en los archivos secretos de la CIA, se los llevó a Nola ya que ella estaba trabajando en eso.
- Jonas Faukman: Editor de Nueva York de Langdon (llamado así por el editor de la vida real de Brown, Jason Kaufman).[11]

## Película
Tras los éxitos internacionales de El Código Da Vinci en 2006  y Ángeles y demonios en el año 2009, que se basan en las novelas de Brown, protagonizadas por Tom Hanks como Robert Langdon y producida y dirigida por Ron Howard, Columbia Pictures comenzó la producción en una adaptación cinematográfica de "El símbolo perdido". Howard y Hanks se espera que regresen a la adaptación cinematográfica de "El símbolo perdido", junto con los productores de la franquicia Brian Grazer y John Calley. Sony Pictures finalmente contrató a tres guionistas para el proyecto, comenzando con Steven Knight y luego contratar al propio Brown.  En marzo de 2012, Danny Strong fue también contratado para colaborar en la adaptación.  De acuerdo con un artículo publicado en enero de 2013 en Los Angeles Times, el borrador final del guion se dio en algún momento de febrero, con la preproducción que se espera que comience en el mediados de 2013.  En julio de 2013, Sony Pictures anunció que su lugar se adaptaría Inferno que sería estrenada en las salas de cine el 14 de octubre del 2016, filme del cual Howard sería el director, David Koepp se encargaría de la adaptación del guion y Hanks repitiendo su papel como Robert Langdon.

### Serie de Televisión
En junio de 2019, se anunció que el proyecto sería adaptado como una serie de televisión, tentativamente llamado Langdon aunque al final se tituló El símbolo perdido. La serie serviría como precuela de las películas, con Dan Dworkin y Jay Beattie como co-creadores, showrunners y productores ejecutivos. Dan Brown, Ron Howard, Brian Grazer, Francie Calfo, Samie Falvey y Anna Culp serían productores ejecutivos adicionales. El programa será una coproducción entre Imagine Television Studios, CBS Studios, y Universal Television Studios y fue ordenada como serie por la NBC. En marzo de 2021 se anunció que la serie fue tomada por la cadena Peacock. En enero de 2022 fue cancelada tras una temporada.